# Nelli Differt
Nelli Differt, née Paju le 24 juillet 1990 à Haapsalu, est une escrimeuse estonienne.

## Carrière
Elle commence la pratique de l'escrime à l'âge de dix ans.
En 2010, elle devient championne du monde junior par équipes avec Julia Beljajeva et Erika Kirpu
Sa prometteuse jeune carrière ne décolle cependant pas. Elle est maintenue longtemps à l'écart des grands championnats, où seules quatre tireuses d'un même pays sont admises, d'abord par le quatuor illustre formé par Beljajeva, Kirpu, et leurs aînées Kristina Kuusk et Irina Embrich, puis par la progression fulgurante de la jeune Katrina Lehis. Elle obtient très ponctuellement une place dans cette équipe pour disputer des épreuves de Coupe du monde. Ainsi, elle obtient le bronze par équipes lors de l'étape de Suzhou en novembre 2017. Ne parvenant pas à s'imposer en individuel, elle s'illustre sur le modeste circuit satellite en gagnant trois de ces tournois mineurs.
Elle se révèle au plus haut niveau en janvier 2022, âgée de 31 ans, en atteignant la finale du Grand Prix de Doha, où elle s'incline contre sa compatriote Lehis (11-15) après avoir battu Kirpu en demi-finale (12-11). Aux championnats du monde, Differt passe tout près du podium en s'inclinant en quart de finale contre Rossella Fiamingo.
En 2023, elle confirme avec un nouveau podium au Grand Prix de Budapest et s'impose comme meilleure escrimeuse de son pays au classement mondial. Elle décroche la médaille de bronze en individuel aux championnats d'Europe de cette année, éliminant Embrich, 1re au sortir du tour de poule, au second tour (15-12), puis Marie-Florence Candassamy en quart de finale (15-8) avant de céder face à l'Italienne Mara Navarria en demi-finale (10-15). Aux mondiaux, elle est à nouveau la meilleure Estonienne au classement, mais est éliminée un tour plus tôt qu'en 2022, en huitième de finale par la même adversaire, Rossella Fiamingo.
En 2024, elle se qualifie pour les Jeux olympiques de Paris en individuel. Elle se qualifie pour les demi-finales avec trois victoires consécutives en minute de priorité, mais est battue par la no 1 mondiale Kong Man Wai (11-15), puis par Eszter Muhari (14-15), en minute de priorité là aussi pour le bronze, après avoir mené 12-10, et termine à la quatrième place du tournoi.

## Palmarès
- Championnats d'Europe d'escrime
  -  Médaille de bronze aux championnats d'Europe 2023 à Plovdiv

## Classement en fin de saison
| Année | 2011 | 2012 | 2013 | 2014 | 2015 | 2016 | 2017 | 2018 | 2019 | 2020 | 2021 | 2022 | 2023 |
| ----- | ---- | ---- | ---- | ---- | ---- | ---- | ---- | ---- | ---- | ---- | ---- | ---- | ---- |
| Rang  | 128  | 216  | 129  | 175  | 179  | 53   | 78   | 97   | 79   | 80   | 89   | 7    | 12   |